# Erika Linder

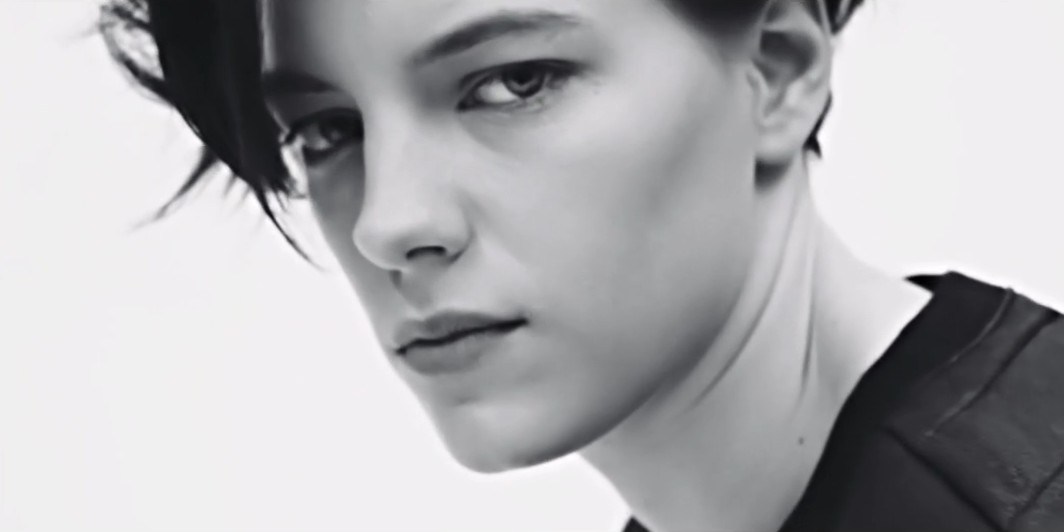
Erika Linder, 2014

Erika Anette Linder Jervemyr (* 1990 in Sundbyberg) ist ein schwedisches Model, das sowohl für Frauen- als auch Herrenkollektionen arbeitet. Sie ist zudem als Schauspielerin tätig.

## Leben
Nachdem sich Linders Eltern getrennt hatten, wuchs sie abwechselnd in Stockholm und Roslagen auf. Im Alter von 14 Jahren wurde sie von einer Modelagentin auf einem Konzert gefragt, ob sie als Model arbeiten möchte. Sie lehnte die Anfrage jedoch ab, da sie sich nicht vorstellen konnte, als Model zu arbeiten. Sie begann Rechtswissenschaft und Sprachen an einer Universität zu studieren. Im Alter von 21 Jahren war sie schließlich erstmals als Model tätig und stellte den jungen Leonardo DiCaprio für die Zeitschrift Candy dar. Anfangs arbeitete sie ausschließlich als Model für Herrenkollektionen, nach eigenen Aussagen, um keine unbequeme Kleidung und Make-up tragen zu müssen. Sie gehörte damit zu den ersten weiblichen Models, die im Männerbereich arbeiteten. Linder wurde nach ihrem ersten Auftrag unter anderem für die Herrenkosmetiklinie von Tom Ford und von Louis Vuitton gebucht. Später begann sie, vermehrt Aufträge als Model für Frauenkollektionen anzunehmen.
Linder zog nach Los Angeles, um ihre Karriere weiterzuführen. Im April 2019 war sie gemeinsam mit ihrer Partnerin, dem Model Heather Kemesky, auf dem Titelbild Vogue Deutschland abgebildet. Die beiden waren damit das erste dort gezeigte lesbische Paar.
Linder spielte im Musikvideo von Katy Perrys Lied Unconditionally sowie beim Video zu Empire der isländischen Band Of Monsters and Men mit. 2016 gab sie im Erotikdrama Below Her Mouth ihr Filmschauspieldebüt.

## Filmografie
- 2016: Below Her Mouth
- 2019: Lisboa Azul (Fernsehserie, 8 Folgen)